# Geminia
Geminia is een monotypisch geslacht van spinnen uit de  familie van de Sparassidae (jachtkrabspinnen).

## Soorten
- Geminia sulphurea Thorell, 1897